# Beautiful Tragedy (canción)
«Beautiful Tragedy» es una canción de la banda estadounidense de metalcore In This Moment. El tema le da el nombre a su primer álbum de estudio Beautiful Tragedy siendo publicado como el segundo sencillo del álbum. La canción posee un sonido menos pesado que "Prayers", el anterior sencillo de la banda y mantine las características de este en cuanto a voces limpias y gritos.
Sobre la canción Maria Brink menciona lo siguiente: "Me mantiene pensando en los funerales, donde hay familiares que no se han hablado durante años. Y luego, cuando pierden a alguien, de repente todo el mundo se ama. A veces, algo oscuro saca algo hermoso".

## Créditos
- Maria Brink - Voz
- Chris Howorth - Guitarras
- Blake Bunzel - Guitarras
- Jesse Landry - Bajo
- Jeff Fabb - Batería